# Lebioderus
Lebioderus  (лат.) — род мирмекофильных жуков-пауссин из семейства жужелиц. Около 10 видов.

## Распространение
Юго-Восточная Азия (Индонезия, Лаос, Таиланд, Филиппины).

## Описание
Жуки-мирмекофилы с крупными усиками и мелкими размерами тела (около 5 мм), окраска крановато-коричневая. Живут в ассоциации с муравьями. Выделяют летучие вещества (феромоны) из подкожных желёз, которые действуют умиротворяюще на муравьёв и подавляют их обычную агрессию против «злоумышленников». Взамен жуки и их личинки получают пищу муравьёв.

## Систематика
Около 10 видов. Род включён в состав трибы Paussini, в которой вместе с родами Euplatyrhopalus Desneux, 1905, Platyrhopalopsis Desneux, 1905 и Platyrhopalus Westwood, 1833 образует подтрибу Platyrhopalina.
- Lebioderus bakeri Heller, 1926
- Lebioderus brancuccii Nagel, 2009 [5]
- Lebioderus candezei C.A.Dohrn, 1888 [6]
- Lebioderus dissimilis Luna De Carvalho, 1973 [7]
- Lebioderus gorii Westwood, 1838 [8]
- Lebioderus javanus C.A.Dohrn, 1891
- Lebioderus percheronii Westwood, 1874
- Lebioderus ritsemae Gestro, 1901 [9]
- Lebioderus thaianus Maruyama, 2008